# Walker Percy
Walker Percy (Birmingham, 28 de mayo de 1916 - Covington, 10 de mayo de 1990) fue un novelista estadounidense.
Pasó su infancia en Misisipi. Tras licenciarse en la Universidad de Carolina del Norte en 1937, ingresó en la Universidad de Columbia donde, en 1941, obtuvo el título de doctor en Medicina. Contrajo la tisis cuando trabajó como patólogo y mientras se recuperaba de la enfermedad leyó a Kierkegaard y Dostoyevski, autores que influirían en su obra posterior. Decidió convertirse al catolicismo y comenzar su carrera como escritor.
A Percy se le debe la publicación del superventas La conjura de los necios, de John Kennedy Toole, pues fue su empeño el que consiguió que se editara un libro que había sido rechazado por muchas editoriales, y que finalmente se auparía al número uno de las listas de ventas de gran cantidad de países. 
Autor de un total de nueve libros, su primera gran novela fue El cinéfilo (The Moviegoer, 1961. Traducción al español de Javier Lacruz), donde introdujo su concepto de indisposición, que mereció el National Book Award. Después escribió Amor en las ruinas (Love in the Ruins: The Adventures of a Bad Catholic at a Time Near the End of the World) en 1971, The Second Coming en 1980 y El síndrome de Tánatos (The Thanatos Syndrome) en 1987.

## Ediciones en español
- Amor en las ruinas. Ciudadela Libros. 2008. ISBN 978-84-96836-12-9.
- La confesión de Lancelot. Grijalbo. 1979. ISBN 978-84-253-1076-8.
- El síndrome de Tánatos. Mondadori. 1990. ISBN 978-84-397-1697-6.
- El cinéfilo. Alfaguara. 1990. ISBN 978-84-204-2599-3.